# Badia de Dove
La badia de Dove (en danès: Dove Bugt) és una badia de la Terra del Rei Frederic VIII, al nord-est de Groenlàndia. Forma part de l'àrea del Parc Nacional del Nord-est de Groenlàndia.

## Etimologia
Segons les Sagues dels islandesos seria el llegendari Breidifjòrdr.
Va ser nomenada Dove Bai per la Segona Expedició Polar Nord alemanya dirigida per Carl Koldewey en honor al físic i meteoròleg alemany Heinrich Wilhelm Dove (1803-79).

## Geografia
Està situada entre entre el cap Bismarck a Germania Land al nord, un complex conjunt d'illes costaneres a l'oest, Store Koldewey a l'est i la Terra d'Adolf S. Jensen al sud-oest. A més de Store Koldewey, hi ha nombroses illes a la perifèria de la badia, com les illes Edvard, Godfred Hansen, Lindhard, Nanok, Tvillingerne i Djævleøen. També hi ha fiords, com el Mørkefjord i Hellefjord. Al sud, la badia s'obre al mar de Groenlàndia a través de l'estret de Storebaelt (Store Bælt).
La badia és generalment lliure de gel d''agost a setembre. Les seves aigües són profundes.
L' estació meteorològica de Danmarkshavn es troba al nord de la badia, a la riba sud de Germania Land.